# Caratê nos Jogos Pan-Americanos de 2019 - Até 61 kg feminino
A categoria até 61 kg feminino foi disputada nas competições do caratê nos Jogos Pan-Americanos de 2019, em Lima. Foi realizada no Polideportivo de Villa El Salvador no dia 10 de agosto.

## Calendário
Horário local (UTC-5).
| Data         | Horário | Fase          |
| ------------ | ------- | ------------- |
| 10 de agosto | 14:50   | Primeira fase |
| 10 de agosto | 16:20   | Semifinal     |
| 10 de agosto | 17:45   | Final         |

## Medalhistas
| Ouro   | PER Alexandra Grande                     |
| Prata  | VEN Claudymar Sequera                    |
| Bronze | DOM Karina Medina MEX Xhunashi Caballero |

## Resultados

### Grupo 1
| Atleta             | Nação                    | J | V | E | D | Pontos | Pontos | Pontos |
| Atleta             | Nação                    | J | V | E | D | PF     | PC     | Dif    |
| ------------------ | ------------------------ | - | - | - | - | ------ | ------ | ------ |
| Karina Medina      | DOM República Dominicana | 3 | 2 | 1 | 0 | 2      | 1      | +1     |
| Xhunashi Caballero | MEX México               | 3 | 2 | 0 | 1 | 5      | 1      | +4     |
| Haya Jumaa         | CAN Canadá               | 3 | 1 | 1 | 1 | 5      | 3      | +2     |
| Ashley Hill        | USA Estados Unidos       | 3 | 0 | 0 | 3 | 0      | 7      | -7     |

|                     | Score |                          |
| ------------------- | ----- | ------------------------ |
| Ashley Hill (USA)   | 0–1   | Xhunashi Caballero (MEX) |
| Karina Medina (DOM) | 0–0   | Haya Jumaa (CAN)         |
| Ashley Hill (USA)   | 0–1   | Karina Medina (DOM)      |
| Haya Jumaa (CAN)    | 0–3   | Xhunashi Caballero (MEX) |
| Ashley Hill (USA)   | 0–5   | Haya Jumaa (CAN)         |
| Karina Medina (DOM) | 1–1   | Xhunashi Caballero (MEX) |

### Grupo 2
| Atleta            | Nação         | J | V | E | D | Pontos | Pontos | Pontos |
| Atleta            | Nação         | J | V | E | D | PF     | PC     | Dif    |
| ----------------- | ------------- | - | - | - | - | ------ | ------ | ------ |
| Alexandra Grande  | PER Peru      | 3 | 2 | 0 | 1 | 11     | 3      | +8     |
| Claudymar Sequera | VEN Venezuela | 3 | 1 | 1 | 1 | 4      | 11     | -7     |
| Érica dos Santos  | BRA Brasil    | 3 | 1 | 1 | 1 | 3      | 5      | -2     |
| Jacqueline Factos | ECU Equador   | 3 | 1 | 0 | 2 | 8      | 7      | +1     |

|                         | Score |                         |
| ----------------------- | ----- | ----------------------- |
| Claudymar Sequera (VEN) | 0-0   | Érica dos Santos (BRA)  |
| Jacqueline Factos (ECU) | 0–3   | Alexandra Grande (PER)  |
| Claudymar Sequera (VEN) | 4-3   | Jacqueline Factos (ECU) |
| Alexandra Grande (PER)  | 0–3   | Érica dos Santos (BRA)  |
| Claudymar Sequera (VEN) | 0-8   | Alexandra Grande (PER)  |
| Érica dos Santos (BRA)  | 0-5   | Jacqueline Factos (ECU) |

### Finais
|  | Semifinais               | Semifinais             |   |  | Disputa do ouro         | Disputa do ouro |  |
|  |                          |                        |   |  |                         |                 |  |
|  |                          |                        |   |  |                         |                 |  |
|  | Karina Medina (DOM)      | 0                      |   |  |                         |                 |  |
|  | Claudymar Sequera (VEN)  | 5                      |   |  |                         |                 |  |
|  |                          |                        |   |  |                         |                 |  |
|  |                          |                        |   |  |                         |                 |  |
|  |                          |                        |   |  | Claudymar Sequera (VEN) | 1               |  |
|  |                          | Alexandra Grande (PER) | 6 |  |                         |                 |  |
|  |                          |                        |   |  |                         |                 |  |
|  |                          |                        |   |  |                         |                 |  |
|  |                          |                        |   |  |                         |                 |  |
|  |                          |                        |   |  |                         |                 |  |
|  | Alexandra Grande (PER)   | 3                      |   |  |                         |                 |  |
|  | Xhunashi Caballero (MEX) | 0                      |   |  |                         |                 |  |